# Banalsite
La banalsite è un minerale appartenente al gruppo del feldspato.